# أسلسان
شركة صناعة الإلكترونيات العسكرية أو أسلسان (بالتركية: ASELSAN) هي شركة صناعات دفاعية تأسست في أنقرة عام 1975 من قبل مؤسسة القوات المسلحة التركية لتلبية احتياجات الاتصالات العسكرية للقوات المسلحة التركية.

## التاريخ
منذ تأسيسها قامت الشركة بتوسيع نطاق عملائها ومنتجاتها وبرامجها لتواكب التكنولوجيا المتقدمة، وأصبحت منظمة متكاملة لصناعة الإلكترونيات حيث تقوم بتطوير وتصنيع وتركيب وتسويق وخدمات ما بعد البيع للأجهزة والأنظمة الإلكترونية الحديثة.
تتكون الشركة من 4 أقسام رئيسية وهي :
- مجموعة تقنيات الاتصالات والمعلومات (HBT).
- مجموعة تقنيات أنظمة الدفاع (SST).
- مجموعة رادار للحرب الإلكترونية الذكية (REHİS).
- مجموعة الإلكترونيات الدقيقة (MGEO).

يقع المكتب الرئيسي للشركة، الذي ينفذ أنشطته الإنتاجية والهندسية في أربعة مرافق منفصلة تقع في أنقرة.

## التوسع الدولي
أسيلسان لديها شركات مرتبطة في أذربيجان وكازاخستان والمملكة العربية السعودية والإمارات العربية المتحدة. إلى جانب ذلك، أعلنت الشركة في أكتوبر 2015 أنها تخطط لتوسيع أعمالها في جنوب أفريقيا "من خلال السعي شراكات لتشكيل شركة خاصة من فرعها المحلي أسلسان جنوب أفريقيا[بحاجة لمصدر]

## وصلات خارجية
- الموقع الإلكتروني